# Electric Boogaloos
O Electric Boogaloos foi um grupo de dança de rua focado principalmente nos estilos popping, boogaloo, locking e roboting. Foi fundado em 1977 por Tick'n Will Green em Fresno (Califórnia) e o grupo é considerado como o fundador do popping e do boogaloo elétrico.